# Gloster Javelin
Pour les articles homonymes, voir Javelin.
Le Gloster Javelin était un avion de chasse « tous temps » développé au Royaume-Uni à partir de la fin des années 1940. Biréacteur à aile delta, il a été construit à plus de 400 exemplaires en service entre 1956 et la fin des années 1960. Utilisé uniquement par la Royal Air Force dont il a été le seul chasseur ayant cette configuration, il offrait de bonnes performances comparables à celle du plus connu Hawker Hunter, son contemporain, et ce malgré une taille supérieure et une masse environ deux fois plus élevée.

## Conception

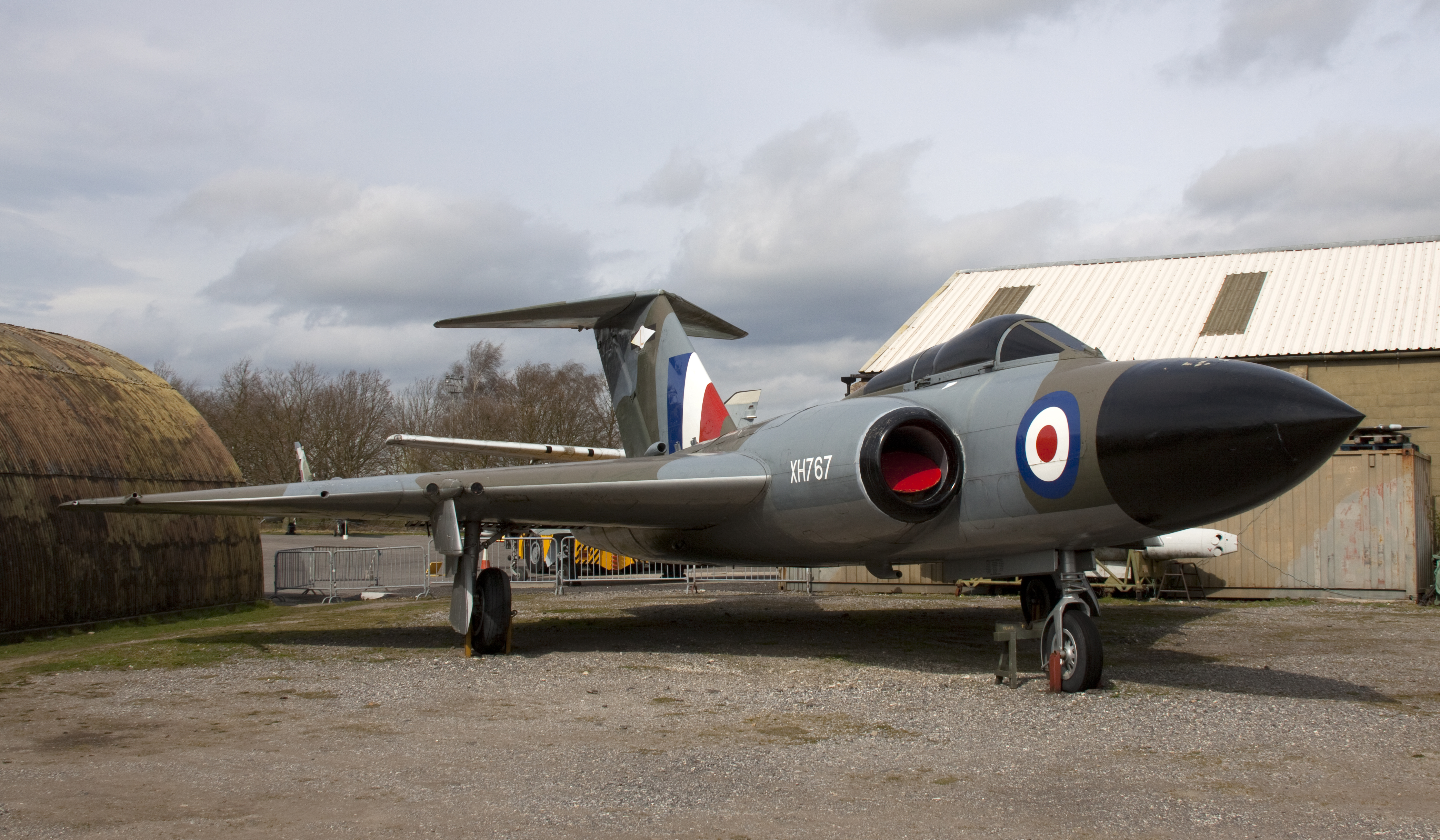
Un exemplaire conservé dans un musée.

À la fin des années 1940, le ministère de l'air britannique émit deux appels d'offres différents, l'un concernant un chasseur de jour et l'autre pour un chasseur de nuit. Le constructeur Gloster proposa deux réponses sous forme d'un avion à aile delta et empennage en V pour le chasseur de jour, et d'une évolution du Meteor pour le chasseur de nuit. Finalement, l'appel d'offres pour le chasseur de jour fut remporté par le constructeur Hawker et aboutit au Hunter, tandis que celui pour le chasseur nocturne fut attribué à Gloster mais avec une formule dérivée de sa proposition pour le chasseur de jour (à savoir un avion biréacteur à aile delta et empennage en T).
Cinq prototypes furent construits, le premier faisant son vol inaugural le 26 novembre 1951 et le quatrième démontrant que le Javelin pouvait dépasser le mur du son en léger piqué. Malgré quelques problèmes de tenue de vol constatés lors des essais, la construction d'une première série fut néanmoins lancée rapidement : le premier Javelin de série vola le 22 juillet 1954 et deux escadrons de la Royal Air Force en était équipés début 1956.
La première version FAW.1 était armée de 4 canons de 30 mm et équipée d'un radar britannique AI.17 qui connut quelques problèmes de mise au point. Certaines versions reçurent un radar AN/APQ-43 américain mais celui-ci ne se révéla pas tellement plus performant une fois les défauts du AI.17 corrigés. 
L'utilisation de missiles air-air fut envisagée dès les versions FAW.5 et FAW.6 mais le retard pris dans le développement du missile de Havilland Firestreak fit qu'il fallut en fait attendre la version FAW.7. Celle-ci pouvait emporter 4 missiles et fit son premier vol en novembre 1956. Les autres modifications reçues par le Javelin au cours de sa carrière concernèrent l'amélioration des réacteurs, de la maniabilité et de la capacité en carburant.
Le Javelin fut progressivement remplacé par le English Electric Lightning pendant la seconde moitié des années 1960, d'abord au Royaume-Uni puis dans les unités déployées à l'étranger. Le dernier escadron fut dissous en avril 1968. Quelques exemplaires furent cependant utilisés pour divers essais dans les années 1970.

## Engagements
Le Javelin fut déployé dans divers pays étrangers par la Royal Air Force mais ne participa à aucun combat effectif. 

## Variantes
- FAW.1 : version initiale (40 exemplaires) ;
- FAW.2 : FAW.1 avec un radar AN/APQ-43 américain (30 exemplaires) ;
- T.3 : version d'entraînement à double commande (22 exemplaires) ;
- FAW.4 : ailerons modifiés, améliorations aérodynamiques (50 exemplaires) ;
- FAW.5 : aile modifiée pour emporter plus de carburant (64 exemplaires) ;
- FAW.6 : FAW.5 avec un radar AN/APQ-43 américain (33 exemplaires) ;
- FAW.7 : réacteurs plus puissants, capacité missile Firestreak, etc. (142 exemplaires) ;
- FAW.8 : réacteurs modifiés, radar AN/APQ-43, améliorations aérodynamiques (47 exemplaires) ;
- FAW.9 : FAW.7 portés au standard FAW.9 (plus de 110 avions modifiés) ;
- FAW.9(F/R) : ajout d'une perche de ravitaillement en vol (plus de 40 avions modifiés) ;
- FAW.9R : capacité d'emport de réservoirs de 1 046 litres (plus de 40 avions modifiés).

### Aéronefs comparables
- Avro CF-100 Canuck
- Douglas F4D Skyray
- Northrop F-89 Scorpion
- Sud Aviation Vautour
- Yakovlev Yak-25